# Новоселівка (Зачепилівська селищна громада)
Новосе́лівка — село в Україні, у Зачепилівській селищній громаді Берестинського району Харківської області. Населення становить 701 осіб. До 2020 року орган місцевого самоврядування — Чернещинська сільська рада.

## Географія
Село Новоселівка розташоване за 131 км від обласного центру, 28 км від районного центру та 12 км від адміністративного центру громади, на лівому березі річки Орчик, вище за течією примикає до села Климівка (Полтавська область), нижче за течією на відстані 1 км розташоване село Романівка, на протилежному березі — село Чернещина. Найближча залізнична станція Зачепилівка (за 12 км).

## Історія
Село засноване 1820 року.
З 1924 року підпорядковувалося Чернещинській сільській раді. З 1966 року перебувало у складі Зачепилівського району.
12 червня 2020 року, відповідно до розпорядження Кабінету Міністрів України № 725-р «Про визначення адміністративних центрів та затвердження територій територіальних громад Харківської області», Чернещинська сільська рада об'єднана із Зачепилівською селищною громадою.
17 липня 2020 року, в результаті адміністративно-територіальної реформи та ліквідації Зачепилівського району, село увійшло до складу Красноградського (Берестинського) району.

## Населення
За переписом УРСР 1989 року чисельність наявного населення села становила 680 осіб, з яких 281 чоловік та 399 жінок.
За переписом населення України 2001 року в селі мешкало 677 осіб.

### Мова
Розподіл населення за рідною мовою за даними перепису 2001 року:
| Мова       | Відсоток |
| ---------- | -------- |
| українська | 95,01 %  |
| російська  | 4,85 %   |
| молдовська | 0,14 %   |

## Економіка
- Молочно-товарна і птахо-товарна ферми.
- Парники.